# Nakladatelství Fragment
Nakladatelství Fragment vzniklo v roce 1991. Vydává beletrii a populárně naučnou literaturu zejména pro děti a mládež, leporela, učebnice, slovníky a turistické průvodce, v současnosti se hodně profiluje i v rámci vydávání young adult literatury. Spolu s několika dalšími nakladatelstvími je součástí skupiny Albatros Media a.s.

## Historie
Nakladatelství Fragment vzniklo v roce 1991 pod názvem Jan Eisler – Fragment a od května 2007 fungovalo jako Nakladatelství Fragment, s.r.o. V současnosti patří k největším nakladatelům v České republice v počtu vydaných titulů. Od svého vzniku vydalo více než 1900 různých publikací, jejichž prodej přesáhl 19 mil. kusů výtisků. V roce 2011 Nakladatelství Fragment vydalo 179 knižních novinek a podobně tomu bude i v roce následujícím. Nakladatelství Fragment se daří s úspěchem pronikat i na zahraniční trhy. Do konce roku 2011 bylo uskutečněno celkem 437 prodejů původních projektů do zahraničí. 

V roce 2005 byla založena pobočka Vydavateľstvo Fragment, s.r.o., se sídlem v Bratislavě. Do roku 2011 představil stále rostoucí slovenský Fragment 702 knižních novinek. Od prosince roku 2014 je nakladatelství součástí Albatros Media a.s.

## Publikace
Fragment vydává každoročně kolem 150 titulů od leporel přes učebnice po literaturu pro dospělé. Je domovským nakladatelstvím např. Zdeňka Svěráka, Christophera Paoliniho, Suzanne Collins nebo Ricka Riordana. V současnosti se hodně profiluje skrze vydávání young adult literatury a velký zástup má v edičních plánech původní česká tvorba.
Mezi převzaté edice, které Fragment vydává, patří například:
- C. S. Lewis – Letopisy Narnie
- Ch. Paolini – Odkaz Dračích jezdců (Eragon, Eldest, Brisingr, Inheritance)
- Suzanne Collinsová – Hunger Games (Aréna smrti, Vražedná pomsta, Síla vzdoru)
- L.J.Smith – Upíří deníky (Probuzení, Souboj, Zášť, Temné shledání, Návrat, Soumrak, Zajetí, Osvobození, Před půlnocí, Zoufalství)
- L.J.Smith – Upíří deníky: Stefanovy deníky (Zrození, Chuť krve, Prokletí)
- L.J.Smith – Temné vize (Odhalení, Posedlost)

- Nakladatelství vydává také české autory, jako jsou:
  - Zdeněk Svěrák – Vratné lahve, Jaké je to asi v Čudu, Když se zamiluje kůň, Mám v hlavě myš Lenku, Radovanovy Radovánky (Příběhy zahradnického synka Radovana, jsou známé i z televizních večerníčků.), Šupy dupy dup a jiné povídky, Krávy, Krávy; Povídky, Nové povídky
  - Ivan Mládek – Zápisky šílencovy, KalendaMeron
  - Petr Urban – PIVO – příručka pro každého správného Čecha, Pivrnec & tchyně, Pivrnec & šéf, Jan Neruda – Povídky malostranské (ilustroval P. Urban)...
  - Pavel Kantorek – Jak přežít manželství, Křížovky s vtipy P. Kantorka – Jak přežít doktora, Křížovky s vtipy P. Kantorka – Jak přežít doktora, Myšky a jiná zvířata, Sudoku pro seniory...

## Sponzoring a charita
Nakladatelství Fragment v rámci svých PR aktivit podporuje dětské domovy, ústavy, školy a další instituce, převážně ve formě knižních darů. Plní tak zároveň předsevzaté heslo „Vraťme děti ke čtení".
Sponzorské dary putují také na místa konání prospěšných akcí v rámci sociální rehabilitace tělesně a psychicky postižených dětí i dospělých.[zdroj?]

## Hvězda inkoustu
Fragment každoročně pořádá literární soutěž zvanou Hvězda inkoustu. Na Světě knihy se vždy vyhlásí téma následujícího ročníku a vítěz toho předchozího. Dosud v soutěži zvítězily například Alžběta Bílková, Kateřina Šardická nebo Lucie Ortega. 